# Thecla cuprea
Thecla cuprea är en fjärilsart som beskrevs av Percy I. Lathy 1930. Thecla cuprea ingår i släktet Thecla och familjen juvelvingar. Inga underarter finns listade i Catalogue of Life.